# Гоа
Гоа (на английски: Goa) е най-малкият щат в Индия. Намира се на югозападното крайбрежие на Индия. Площта на щата е от 3702 km². Жителите са 1 458 545 души (2011). Столицата на щата е град Панаджи.

## История
Гоа е била близо 450 години португалска колония, на което се дължи силното португалско и в частност силното католическо влияние в тази част на Индия.

## География

### Климат
Климатът е тропически и се определя от мусоните.

## Население
Населението на щата през 2008 г. е 1 453 000 души.

## Езици
Съгласно „Акта за официалните езици на Гоа, Даман и Диу“ от 1987 г. (на английски: The Goa, Daman and Diu Official Language Act) единствен официален език на щата Гоа е конкани, но е предвиден особен статут на езика марати...
Конкани е роден език на 61,2 % от жителите на щата. По данни за 1991 г., измежду другите езици най-разпространени са марати (27,12 %), каннада (3,41 %), урду (2,81 %) и хинди (2,09 %)...

### Религия
- 65,8% – индуси
- 26,7% – християни (предимно католици)
- 6,8% – мюсюлмани (живеят предимно в селските райони)

## Икономика
БВП – то на щата през 2004 година е около 3 000 000 000 долара.